# Manuel Guirior
José Manuel de Guírior Portal de Huarte Erdozáin y González de Sepúlveda (Aoiz, Navarra, 21 de marzo de 1708-Madrid, 25 de noviembre de 1788), primer Marqués de Guírior, fue marino y administrador de la Corona en América.

## Orígenes y Carrera militar
Guírior nació en 1708, en el seno de una familia noble del Reino de Navarra. Era hijo de don José Carlos Guírior y doña María Josefa Portal de Huarte. Entró en la Real Armada en 1733 como alférez de navío. Una vez admitido en la Real Armada, ascendió a teniente de fragata, teniente de navío, capitán de fragata, capitán de navío, mayor general y jefe de la Armada. Luchó en la Guerra de los Siete Años contra Inglaterra y también contra los piratas berberiscos en el Mediterráneo. Fue caballero de la Orden de San Juan de Jerusalén, más conocida como Orden de Malta.

## Virrey de Nueva Granada
Virrey de la Nueva Granada desde 1772 hasta 1776, su mandato se distinguió por su labor en favor de la economía y la cultura. Impulsó en Santafé de Bogotá una Universidad pública y la Real Biblioteca Pública de Santafé (actual Biblioteca Nacional de Colombia).

## Virrey del Perú
También nombrado Virrey del Perú desde 1776 hasta 1780, fomentó el comercio y consiguió sofocar las sublevaciones de Arequipa y Cuzco. Dio cumplimiento al desmembramiento del Virreinato del Río de la Plata  que significó el empobrecimiento del Virreinato del Perú al comenzar a embarcarse la plata de Potosí por Buenos Aires. Sufrió las actividades del Visitador José Antonio de Areche (desde junio de 1777) quien excedió los límites de sus atribuciones produciendo la reacción de Túpac Amaru II: Creó la Contaduría de Tributos. Fue reemplazado como virrey por el Gobernador de Chile, el también navarro Agustín de Jáuregui. En su período llegó la expedición científica de Hipólito Ruiz, José Pavón y Joseph Dombey.